# Oliver Toledo
Oliver Adrián Toledo Morandé (Santiago del Cile, 17 settembre 1987) è un ex calciatore cileno, di ruolo centrocampista.